# James Allister Jenkins
James Allister Jenkins (Toronto, Ontário, 23 de setembro de 1923 – Lock Haven, 16 de setembro de 2012) foi um matemático estadunidense.
Foi palestrante do Congresso Internacional de Matemáticos em Estocolmo (1962).

## Publicações
- Univalent Functions and conformal mapping (1965, Springer), ISBN 978-3-642-88563-1
- Vom Lösen Mathematischer Aufgaben : Einsicht und Entdeckung, Lernen und Lehren (1979, Springer), ISBN 978-3-0348-4105-4